# Ali Mohamed Al-Zinkawi
Ali Mohamed Al-Zinkawi (ur. 27 lutego 1984 na Węgrzech) – kuwejcki lekkoatleta specjalizujący się w rzucie młotem.
Trzykrotny uczestnik igrzysk olimpijskich – Ateny 2004, Pekin 2008 oraz Londyn 2012 (we wszystkich występach nie awansował do finału). W roku 2001 zajął szóstą lokatę w mistrzostwach świata juniorów młodszych, które odbywały się w węgierskim Debreczynie. Rok później, na Jamajce wywalczył tytuł wicemistrza świata juniorów uzyskując rezultat 73,69. Cztery razy brał udział w mistrzostwach globu – Helsinki 2005 (nie awansował do finału), Osaka 2007 (12. pozycja w finale), Berlin 2009 (nie awansował do finału) oraz Taegu 2011 (nie awansował do finału). Czterokrotny mistrz Azji (w latach 2003, 2005, 2007 i 2011). Medalista igrzysk azjatyckich z 2006 roku. W 2008 roku wystąpił w Polsce podczas bydgoskiego Europejskiego Festiwalu Lekkoatletycznego.
Rekord życiowy: 79,74 (2 września 2009, Celje) – wynik ten jest aktualnym rekordem Kuwejtu.
Jego ojciec – Mohamed Al-Zinkawi także był lekkoatletą (kulomiotem).